# Eclissi solare del 3 ottobre 2005
L'eclissi solare del 3 ottobre 2005 è un evento astronomico che ha avuto luogo il suddetto giorno attorno alle ore 10:32 UTC.